# Demir Duric
Demir Duric (serbische Schreibweise Demir Đurić; * 18. November 1976 in Heidelberg) ist ein ehemaliger deutscher Fußballspieler und derzeitiger -trainer.

## Karriere

### Spieler
Duric spielte in der Jugend des TSV Handschuhsheim, bevor er 1992 zu Eintracht Frankfurt wechselte.
Von der Eintracht wechselte er ins Profiteam des FSV Frankfurt. Frankfurt spielte in der 2. Bundesliga und Duric kam unter Trainer Klaus Gerster zu mehreren Kurzeinsätzen, auch nach dem Wechsel an der Seitenlinie zu Jörg Hambückers wurde Duric regelmäßig eingewechselt.
In der Saison 1994/95 absolvierte er 17 Spiele und hatte als Angreifer keinen Treffer erzielt. Frankfurt belegte den abgeschlagenen letzten Platz in der Abschlusstabelle und stieg ab. Duric musste trotz eines Angebots vom FC St. Pauli ein weiteres Jahr beim FSV bleiben, da er keine Freigabe zum Wechsel erhalten hatte.
Der Wechsel in den Norden zum FC St. Pauli klappte zur Saison 1996/97, bei den Hamburgern kam er im Profiteam und, nach seiner Verletzung, auch bei den Amateuren zu Kurzeinsätzen.
In der Saison 1996/97 absolvierte er ein Spiel in der Bundesliga, am 30. Spieltag wurde er bei der 0:3-Niederlage gegen den VfB Stuttgart in der 84. Spielminute für Christian Springer eingewechselt.
Anschließend wechselte er zum SV Darmstadt 98, mit dem er Meister der Oberliga Hessen 1998/99 wurde.
Da sein verletztes Knie den Belastungen nicht mehr standhalten konnte, war dies seine letzte Station als Vertragssportler im Profi-Bereich.

### Trainer
Seine Trainerkarriere begann Duric als Spielertrainer bei Türkspor Heidelberg, mit denen ihm 2004/05 der Aufstieg in die Kreisliga Heidelberg gelang.
Beim VfR Kronau formte er eine durchschnittliche Kreisliga-Mannschaft zu einem Spitzenteam, die Mannschaft stieg ein Jahr nach seiner Tätigkeit in die Landesliga Mittelbaden auf.
Den ASV/DJK Eppelheim übernahm Duric Anfang 2007 und führte den Verein in der Saison 2008/2009 aus der Kreisliga Heidelberg in die Landesliga Rhein-Neckar, wo er bis November 2011 als Trainer tätig war.
Danach übernahm er bei seinem Jugendverein TSV Handschuhsheim die Verantwortung, wo er bis zum Saisonende 2014 an der Seitenlinie Regie führte.
In der Saison 2014/15 wechselte er zum SC Walldorf Safakspor, mit dem ihm am Ende der Saison 2014/15 der Aufstieg gelang.
Seit der Saison 2015/16 trainierte er seine Landsleute beim FK Srbija Mannheim, und bereits in seiner ersten Saison gelang es ihm, mit dem Verein in die Kreisliga Mannheim aufzusteigen.
Zum Ende der Saison 2016/17 beendete Duric nach Unstimmigkeiten mit dem Vorstand seine Tätigkeit beim FK Srbija Mannheim.
Zur Saison 2017/18 übernahm Duric die U19 des VfR Mannheim (Verbandsliga Nordbaden).
Demir Duric übernahm im November 2021 seinen alten Verein FK Srbija Mannheim in der Landesliga Rhein Neckar, konnte diesen allerdings vor dem Abstieg in die Kreisliga nicht mehr retten. In der darauffolgenden Saison glückte dem FK Srbija Mannheim unter der Leitung Demir Durics jedoch der sofortige Wiederaufstieg. Das finale Relegationsspiel wurde auf neutralem Boden gegen die SG Horrenberg mit 6:0 (3:0) gewonnen. Ende Oktober 2024 trat das Trainerteam wegen Differenzen mit der Clubführung zurück.